# Habitatge a la Rambla, 24 (Santa Perpètua de Mogoda)
L'Habitatge a la Rambla, 24 era una obra de Santa Perpètua de Mogoda (Vallès Occidental) inclosa a l'Inventari del Patrimoni Arquitectònic de Catalunya.

## Descripció
Era un edifici format per un cos central més alt i dues ales laterals. El cos central estava format per planta baixa i dos pisos.
A la planta baixa hi havia la porta d'entrada i dues finestres de balconades. La primera planta tenia tres obertures amb un balcó corregut amb forjats decoratius (geomètrics). La segona planta, tenia tres obertures balconades. Aquest cos, estava tot tancat per un ràfec i tenia coberta a quatre vessants.
Les ales eren més baixes i seguien la mateixa estructura del cos central. De la porta principal sobresortien els forjats amb decoració floral. A part dels forjats, l'única decoració que s'observava eren els relleus, fets del mateix tipus de material de construcció, que emmarcaven les diferents obertures i marcaven la separació entre els cossos.